# Karl Casper
Karl Casper (Rehden, 22 febbraio 1893 – Monaco di Baviera, 25 agosto 1970) è stato un generale tedesco della Wehrmacht durante la seconda guerra mondiale.
Durante il secondo conflitto mondiale venne promosso colonnello (22 settembre 1941) ed ottenne il comando del 118º reggimento di fanteria col quale si guadagnò la croce di cavaliere dell'Ordine della Croce di Ferro. Ottenne in seguito il grado di generale e comandò dapprima la 335ª divisione di fanteria e poi la 48^.